# Beuvron, Nièvre
Beuvron este o comună în departamentul Nièvre din centrul Franței. În 2009 avea o populație de 104 de locuitori.

## Evoluția populației
| An        | 1975 | 1982 | 1990 | 1999 | 2006 | 2009 |
| --------- | ---- | ---- | ---- | ---- | ---- | ---- |
| Populație | 81   | 82   | 95   | 81   | 92   | 104  |